# Lazàrevo (Krasnoiarsk)
Lazàrevo (en rus: Лазарево) és un poble del krai de Krasnoiarsk, a Rússia, segons el cens del 2010 tenia 146 habitants. Pertany al districte municipal d'Àban.